# Hummelsbütteler SV
Der Hummelsbütteler SV ist ein deutscher Sportverein aus Hamburg-Hummelsbüttel.

## Geschichte
Der Hummelsbütteler SV wurde im Frühjahr 1929 von unzufriedenen Mitgliedern des SC Sperber Hamburg gegründet.

## Fußball
Nachdem die Fußballmannschaft lange Zeit nur im unterklassigen Hamburger Amateurfußball angetreten war, setzte der damals in der Kreisliga spielende Verein ab 1974 zu einem sportlichen Höhenflug an. Verantwortlich hierfür waren ein Förderkreis und der Immobilienkaufmann Peter Bartels (ehemaliger Leichtathlet und Amateurfußballspieler), der die Mannschaft ab 1974 als Obmann und Mäzen unterstützte und mit mehreren ehemaligen Profis verstärkte. Das brachte der Mannschaft die Spitznamen „Hummelsbütteler Millionaros“, „Wunderelf“, „Amateurstars“ und „Millionen-Elf“ ein. Das Hamburger Abendblatt berichtete im März 1981, es sei „nicht einmal ein Geheimnis, daß die Siegprämien beim Amateur-Oberligaverein Hummelsbüttel Bundesliganiveau haben“. Von gegnerischen Vereinen wurde gegenüber Hummelsbüttel der Vorwurf erhoben, Spieler abzuwerben und sich dabei „unanständiger“ Vorgehensweisen zu bedienen. Im Sommer 1984 warf Otto Paulick (damaliger Präsident des FC St. Pauli) dem HuSV vor, den Spielermarkt mit überzogenen Angeboten „zu vergiften“. So sei St. Pauli Hans-Jürgen Bargfrede von Hummelsbüttel 50 000 D-Mark für einen Einjahresvertrag und Manfred Mannebach 60 000 D-Mark geboten worden, so Paulick. Der Vorsitzende von Holstein Kiel Peter Salmann beklagte ebenfalls im Sommer 1984 öffentlich das Einsetzen hoher Summen, um Spieler abzuwerben. Mit André Cyrkel und Dietmar Tönsfeldt waren zwei Kieler nach Hummelsbüttel gewechselt. Bartels erwirkt gegen Paulicks Äußerungen eine einstweilige Verfügung. Ende Juli 1984 kam es zwischen Bartels und Paulick zur Aussprache, anschließend hielt Paulick seine Vorwürfe nicht aufrecht, ein zwischenzeitlich mögliche gerichtliche Auseinandersetzung war vom Tisch. Vermutungen, er habe teils 10 000 DM oder mehr gezahlt, um Spieler zum Hummelsbütteler SV zu holen, trat Bartels im Juli 1985 entgegen und beteuerte, Spieler angelockt zu haben, in dem man ihnen Wohnungen besorgt, ihnen bei der Finanzierung geholfen sowie ihnen Ausbildungs- und Arbeitsplätze vermittelt habe. Im Laufe seiner erfolgreichsten Zeit in den 1970er und 1980er Jahren wechselte der HuSV mehrmals insgesamt fünfmal seine Heimspielstätte, trug seine Partien zunächst auf dem Platz am Grützmühlenweg, später am Tegelsweg, bis November 1985 auf dem Platz des HSV Barmbek-Uhlenhorst an der Steilshooper Straße und dann auf der Anlage des SC Victoria Hamburg im Stadtteil Hoheluft sowie in der Saison 1986/87 auf dem Platz des SC Sperber Hamburg aus.

### Erster Oberliga-Aufstieg 1980
Erstmals trat der Verein im DFB-Pokal 1977/78 überregional in Erscheinung. Gegen den TuS Schloß Neuhaus schied der Klub in der ersten Runde aus. 1978 übernahm Werner Thomsen das Traineramt und führte die Mannschaft 1980 zum Gewinn der Meisterschaft in der Verbandsliga, nachdem man bei Saisonhalbzeit nur Tabellensechster gewesen war, sowie zum Aufstieg in die Oberliga Nord. Mit Wolfgang Hagemann (16 Treffer) verfügte der HuSV 1979/80 über einen der besten Torjäger der Verbandsliga Hamburg.
In der Oberliga verpasste der HuSV 1980/81 jedoch trotz eines 13. Tabellenplatzes den Klassenerhalt, da mit Göttingen 05, Holstein Kiel, OSV Hannover und dem VfB Oldenburg vier Mannschaften aus dem von der Liga abgedeckten Bereich aus der 2. Bundesliga abstiegen. Trainer Thomsen gab sein Amt ab, das war bereits im Februar 1981 vermeldet worden. Thomsen und Bartels waren sich über die künftige Ausrichtung der Mannschaft uneinig. Thomsen wollte junge Spieler einbauen, die Verträge mit älteren Spielern waren ohne sein Einverständnis verlängert worden.

### Hamburger Spitzenmannschaft
In der Runde 1981/82, zu der man unter anderem den ehemaligen Profi Georg Volkert geholt hatte, wurde der HuSV niederlagenlos (25 Siege, fünf Unentschieden) Meister der Verbandsliga Hamburg, herausragender Spieler der Mannschaft war Stürmer Peter Hartwig, der in 30 Verbandsliga-Saisonspielen 41 Tore erzielte. Hartwig traf beim 9:3-Sieg über den SC Victoria sieben Mal, Anfang Oktober 1981 erzielte er beim 5:3 über Urania alle fünf HuSV-Treffer, bei einem 9:0-Sieg gegen den VfL Geesthacht Ende Februar 1982 kam er auf sechs Tore. Der Erfolg der Hummelsbütteler Mannschaft in der Saison 1981/82 sorgte bei den Heimspielen für teils hohes Zuschaueraufkommen, Anfang November 1981 kamen zum Spiel des Tabellenführers HuSV gegen den zweitplatzierten SC Sperber Hamburg 2839 Menschen auf den Platz am Tegelsweg, was eine neue Bestmarke für den Hummelsbütteler SV bedeutete. In der folgenden Aufstiegsrunde zur Oberliga enttäuschte der HuSV und verpasste den Sprung in die höhere Spielklasse.
Kurz vor dem Saisonauftakt 1982/83 trennte sich der HuSV von Trainer Peter Rohrschneider, Nachfolger wurde Gerhard Mewes. Ende 1982 kündigte Bartels an, sich mittelfristig als Mäzen und „Macher“ vom HuSV zurückzuziehen. Im April 1983 wurde die Zusammenarbeit mit Mewes vorzeitig beendet, die Mannschaft stand da auf dem zweiten Tabellenplatz. Kurz darauf wurde Eugen Igel neuer Trainer. Im Mai 1983 wurde man unter Igel Hamburger Pokalsieger, nachdem in der Vorschlussrunde der klassenhöhere und als Oberligameister feststehende FC St. Pauli im Elfmeterschießen ausgeschaltet worden war. Nach dem Abschluss der Verbandsliga-Saison 82/83 als Vizemeister nahm die Mannschaft an der anschließenden Aufstiegsrunde zur Oberliga teil. Obmann und Mäzen Bartels wurde im Dezember 1983 mit der diamentenen Ehrennadel des Vereins ausgezeichnet.

### Oberliga-Rückkehr 1984 und Zweitliga-Aufstiegsrunde 1985
1984 wurde der Hummelsbütteler SV Meister der Verbandsliga Hamburg und schaffte über die Aufstiegsrunde die Rückkehr in die Oberliga. Vor dem Beginn der Aufstiegsrunde hatte Obmann Bartels für den Fall des verpassten Aufstiegs angekündigt, seine jährlichen Zuschüsse auf 50 000 D-Mark zu begrenzen. Zu diesem Zeitpunkt lag der Mannschaftshaushalt bei rund 250 000 D-Mark. Im Juli 1984 gab Bartels bekannt, sich 1986 unabhängig vom Abschneiden des HuSV endgültig aus dem Fußball zurückzuziehen. Holger Brügmann, der in der Oberliga-Aufstiegsrunde sieben Tore erzielt hatte, verließ Hummelsbüttel im Sommer 1984 zum Bundesligisten Eintracht Braunschweig. Der HuSV erhob eine Ablöseforderung von 30 000 D-Mark für Brügmann. Der Deutsche Fußball-Bund entschied, Brügmanns vorherige Vereine anteilig zu entlohnen, Hummelsbüttel erhielt letztlich eine Ablöse von 4500 D-Mark.
In der Oberliga-Saison 1984/85 hatte der HuSV nach dem Aufstieg zunächst bei den Heimspielen auf dem Platz an der Steilshooper Straße mit mangelndem Zuschauerinteresse zu kämpfen. Sportlich sorgte Hummelsbüttel, das auf dem Feld von Neuzugang Manfred Mannebach als Kapitän angeführt wurde, als Liganeuling für Furore: Als die Mannschaft nach dem 11. Spieltag auf dem zweiten Tabellenplatz stand, gab Manager Bartels bekannt: „Unser Ziel ist jetzt klar: Das heißt Zweite Liga“. Als man Anfang Februar 1985 nach wie vor zur Spitzengruppe zählte, kündigte Bartels an, dass er entgegen seiner vorherigen Verlautbarung, der zufolge er sich 1986 unabhängig der Ligazugehörigkeit zurückziehen werde, den Verein im Falle eines Zweitligaaufstiegs doch weiterhin unterstützen werde. Auch am Ende der Oberliga-Saison belegte Hummelsbüttel den zweiten Rang hinter Zweitligaabsteiger VfL Osnabrück, damit zog die von Trainer Eugen Igel betreute Mannschaft in die Aufstiegsrunde zur 2. Bundesliga ein. In der Gruppe Nord beendete man jedoch die Serie hinter VfL Osnabrück, Tennis Borussia Berlin, Rot-Weiss Essen und dem SC Eintracht Hamm als Tabellenletzter. Im selben Jahr war die Mannschaft abermals für den DFB-Pokal qualifiziert, Kickers Offenbach setzte sich jedoch mit 6:1 durch. Im Juli 1985 nahm der HuSV an einem Turnier im chinesischen Schanghai teil.

### Niedergang im Jahr 1986
Vor der Spielzeit 1985/86 verließen mit Jens Duve (zum Hamburger SV) und Torjäger Robert Schubert Leistungsträger den HuSV. Neuzugänge waren unter anderem Stefan Studer und Andreas Jeschke. Ende August 1985 legte Liga-Obmann Klaus Beck nach elfjähriger Tätigkeit für den Verein sein Amt nieder, da es zu Meinungsverschiedenheiten mit dem neuen Manager Hans Großmann gekommen war, der auf Peter Bartels gefolgt war. Während der Saison kam es Ende Januar 1986 zum Trainerwechsel: Igel wurde entlassen, als neuer Trainer wurde Bernd Haury geholt. Wenige Tage nach der Trennung von Igel verließ auch Großmann (Manager und Geldgeber) den Verein. Hummelsbüttel wurde 1985/86 Tabellensiebter der Oberliga, das Zuschauerinteresse nahm deutlich ab, zum vorletzten Saisonheimspiel im April 1986 kamen nur 49 und zum letzten 78 zahlende Zuschauer. Nach dem Saisonende zogen sich die Hauptgeldgeber zurück, alle Spieler verließen den Verein.
Der lange zuvor angekündigte und 1986 in die Tat umgesetzte Ausstieg des wichtigsten Geldgebers Peter Bartels (bis 1985 auch Manager) konnte nicht aufgefangen werden, obwohl bereits im Frühjahr 1985 Planungen eingeleitet worden waren, den Verein für die Zeit nach Bartels aufzustellen. Unter Trainer Manfred Junke wurde ein Neuanfang versucht. Die neuzusammengestellte Mannschaft war kaum oberligatauglich, Junke gab das Traineramt bereits Ende Oktober 1986 wieder ab, kurz nachdem seine Mannschaft im Heimspiel gegen Aufsteiger Göttingen vor nur 38 zahlenden Zuschauern 0:5 verloren hatte. Junkes Nachfolger wurde Rudolf Topp. Anfang November 1986 setzte der Hamburger Fußball-Verband einen Schlichtungsausschuss ein, um zwischen dem HuSV und 18 Spielern zu vermitteln, die ausstehende Gelder von insgesamt rund 30 000 D-Mark beklagten. Im September 1986 war es zu einem Spielerstreik gekommen, nachdem der Verein mitgeteilt hatte, nicht mehr über die Mittel zu verfügen, die Mannschaft finanziell zu unterstützen, woraufhin die Spieler forderten, am Saisonende ablösefrei wechseln zu können. Die bestreikte Partie gegen Meppen wurde kampflos verloren. Dass es zu finanziellen Schwierigkeiten kam, ging nach Angaben des Vorstands darauf zurück, dass zwei Mäzene ihre zugesagten Geldsummen nicht zahlten. Anfang November 1986 wurde die Mannschaft aus finanziellen Gründen vom Oberliga-Spielbetrieb zurückgezogen, bis dahin hatte sie im Saisonverlauf 86/87 in der Oberliga einen Sieg, zwei Unentschieden und elf Niederlagen verbucht. Die übrigen Vereine stimmten der Entscheidung auf einer Ligatagung zu, damit hatte erstmals seit der Einführung der Oberliga Nord zwölf Jahre zuvor ein Verein seine Mannschaft aus dem laufenden Saisonbetrieb genommen. „Mit dem Rückzug mitten in der Saison ist eines der ungewöhnlichsten Kapitel der Hamburger Fußball-Geschichte auf ebenso einmalige Weise zu Ende gegangen“, kommentierte das Hamburger Abendblatt am 7. November 1986.
In der neuntklassigen Kreisklasse wurde ein Neuanfang gewagt. Im Jahre 2015 stiegen die Hummeln in die Kreisliga auf, wurden aber bereits am 16. Oktober 2015 mit sofortiger Wirkung vom Spielbetrieb zurückgezogen. In der Spielzeit 2021/22 nahm der Klub ausschließlich mit vier Junioren-Mannschaften (D- bis G-Junioren) am Spielbetrieb teil. In der Saison 2023/24 nimmt wieder eine Herrenmannschaft am Spielbetrieb des Hamburger Fußball-Verbandes teil. Der Verein stieg auf der untersten Ebene (Kreisklasse B, Staffel 4) wieder in den Ligabetrieb ein.

## Erfolge
- Meister der Hamburger Verbandsliga 1980, 1982, 1984
- Aufstieg in die Oberliga Nord 1980, 1984
- Vizemeister der Oberliga Nord 1985
- Hamburger Pokalsieger 1983

## Persönlichkeiten
- Otto Addo
- Horst Blankenburg
- Holger Brügmann
- Holger Brüggmann
- Jens Duve
- Wolfgang Hagemann
- Peter Hidien
- Eugen Igel
- Andreas Jeschke
- Peter Kilian
- Manfred Mannebach
- Marcus Marin
- Kingsley Schindler
- Stefan Studer
- Dietmar Tönsfeldt
- Josha Vagnoman
- Georg Volkert
- Wolfgang Wellnitz

## Weitere Abteilungen
Neben Fußball werden im Hummelsbütteler SV auch die Sportarten Baseball, Softball, Badminton, Fitness und Gesundheit, Leichtathletik, Tanzsport, Tischtennis (in einer Spielgemeinschaft mit dem TTC Blau-Gold Hamburg), Turnen, Unihockey und Volleyball angeboten.